# Anna Goodman
Anna Goodman (Montréal, 23 gennaio 1986) è un'ex sciatrice alpina canadese specialista dello slalom speciale.

## Biografia
Figlia di Russell, a sua volta sciatore alpino, originaria di Pointe-Claire e attiva in gare FIS dal dicembre del 2001, la Goodman in Nor-Am Cup ha esordito il 4 gennaio 2002 a Hunter Mountain in slalom gigante (37ª) e ha ottenuto il primo podio il 3 gennaio 2004 a Mont-Sainte-Anne in slalom speciale (3ª). Ha debuttato in Coppa del Mondo il 23 ottobre 2004 nello slalom gigante tenutosi a Sölden, che non ha completato, e ai Campionati mondiali a Bormio/Santa Caterina Valfurva 2005, classificandosi 22ª nello slalom speciale e 16ª nella combinata.
Il 6 gennaio 2008 ha ottenuto a Mont-Sainte-Anne la sua prima vittoria in Nor-Am Cup, in slalom speciale, e ai successivi Mondiali di Val-d'Isère 2009 è stata 12ª nella medesima specialità. Sempre in slalom speciale ha ottenuto il suo miglior piazzamento in Coppa del Mondo con il 9º posto colto a Åre il 13 dicembre 2009. Ai XXI Giochi olimpici invernali di Vancouver 2010, sua unica presenza olimpica, è stata 19ª nello slalom speciale.
Ai Mondiali di Garmisch-Partenkirchen 2011, suo congedo iridato, è stata 21ª nello slalom speciale. Il 15 marzo 2013 ha ottenuto a Sugar Bowl, sempre in slalom speciale, la sua ultima vittoria, nonché ultimo podio, in Nor-Am Cup. Si è ritirata durante la stagione 2014-2015; la sua ultima gara in Coppa del Mondo è stato lo slalom speciale disputato a Levi il 16 novembre 2013 (non qualificata alla seconda manche), mentre l'ultima gara della carriera della Goodman è stato uno slalom gigante universitario svoltosi il 26 febbraio 2015 ad Alyeska.

## Palmarès

### Coppa del Mondo
- Miglior piazzamento in classifica generale: 75ª nel 2010

### Coppa Europa
- Miglior piazzamento in classifica generale: 65ª nel 2011

### Nor-Am Cup
- Miglior piazzamento in classifica generale: 9ª nel 2013
- Vincitrice della classifica di slalom speciale nel 2008 e nel 2013
- 20 podi:
  - 10 vittorie
  - 6 secondi posti
  - 4 terzi posti

#### Nor-Am Cup - vittorie
| Data             | Località         | Paese       | Specialità |
| ---------------- | ---------------- | ----------- | ---------- |
| 6 gennaio 2008   | Mont-Sainte-Anne | Canada      | SL         |
| 3 dicembre 2008  | Winter Park      | Stati Uniti | SL         |
| 15 marzo 2009    | Lake Placid      | Stati Uniti | SL         |
| 2 dicembre 2009  | Loveland         | Stati Uniti | SL         |
| 3 dicembre 2009  | Loveland         | Stati Uniti | SL         |
| 29 novembre 2010 | Loveland         | Stati Uniti | SL         |
| 14 marzo 2012    | Val Saint-Côme   | Canada      | SL         |
| 2 febbraio 2013  | Vail             | Stati Uniti | SL         |
| 3 febbraio 2013  | Vail             | Stati Uniti | SL         |
| 15 marzo 2013    | Sugar Bowl       | Stati Uniti | SL         |

Legenda:

SL = slalom speciale

### South American Cup
- Miglior piazzamento in classifica generale: 35ª nel 2005
- 1 podio:
  - 1 secondo posto

### Campionati canadesi
- 1 medaglia[2]:
  - 1 argento (slalom speciale nel 2012)